# هومبان نیکش سوم
هومبان نیکَش سوم (به انگلیسی: Humban-nikash) یا هومبان نوکاش (به انگلیسی: Humban-nukash) یا اوممانیگاش (به انگلیسی: Ummanigash) یا خومبان ایگاش یکی از شاهان ایرانی در دورهٔ ایلام بود.
در ۶۴۷پ.م بر ضد هومبان هلتش سوم شورید. از سرنوشت بعدی او اطلاعی نداریم. گفته شده که شاید او همان هومبان نیکش باشد که به عنوان یکی از شاهان مغلوب، همانند تمه ریتو و هومبان هلتش سوم در جشن پیروزی آشوریان که پس از ۶۴۵/۶۴۴ پیش از میلاد در نینوا برگزار شد حاضر بوده است.

## کتابشناسی
- قشقائی، حمیدرضا، گاهنمای ایلامیان، تهران، اوگان، ۱۳۹۰.
- کامرون، جرج، ایران در سپیده دم تاریخ، ترجمه ی حسن انوشه، تهران، علمی و فرهنگی، ۱۳۷۲.
- مجیدزاده، یوسف، تاریخ و تمدن ایلام، تهران، مرکز نشر دانشگاهی، ۱۳۷۰.
- هینتس، والتر، دنیای گمشده ی ایلام، ترجمه ی فیروز فیروزنیا، تهران، علمی و فرهنگی، ۱۳۷۱.
- Henkelman , wouter. Defining Neo-Elamite History. ARTA , 2003.